# Endlicheria macrophylla
Endlicheria macrophylla är en lagerväxtart som först beskrevs av Carl Daniel Friedrich Meisner, och fick sitt nu gällande namn av Carl Christian Mez. Endlicheria macrophylla ingår i släktet Endlicheria och familjen lagerväxter. Inga underarter finns listade i Catalogue of Life.